# Miami Beach
Miami Beach – miasto w Stanach Zjednoczonych, w stanie Floryda, w hrabstwie Miami-Dade, w zespole miejskim Miami. Miasto położone jest na pasie wysp barierowych pomiędzy wybrzeżem Oceanu Atlantyckiego a zatoką Biscayne. Liczba mieszkańców w 2020 roku wynosiła 87 039.
Centrum miasta stanowi zwarty kompleks budynków w stylu art déco.
Miami Beach jest słynnym kurortem, a jego południowa dzielnica, South Beach, szczególnie ulubioną przez turystów z Europy, którzy zadomowili się na szeregu plaż. Obyczaj topless jest tolerowany (nietypowo dla USA) w kilku miejscach. South Beach zostało spopularyzowane w latach 80. serialem telewizyjnym Miami Vice. Niemiecki jest trzecim najczęściej używanym językiem w South Beach, po angielskim i hiszpańskim.

## Galeria

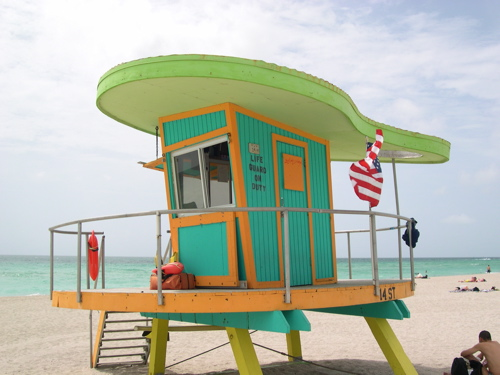
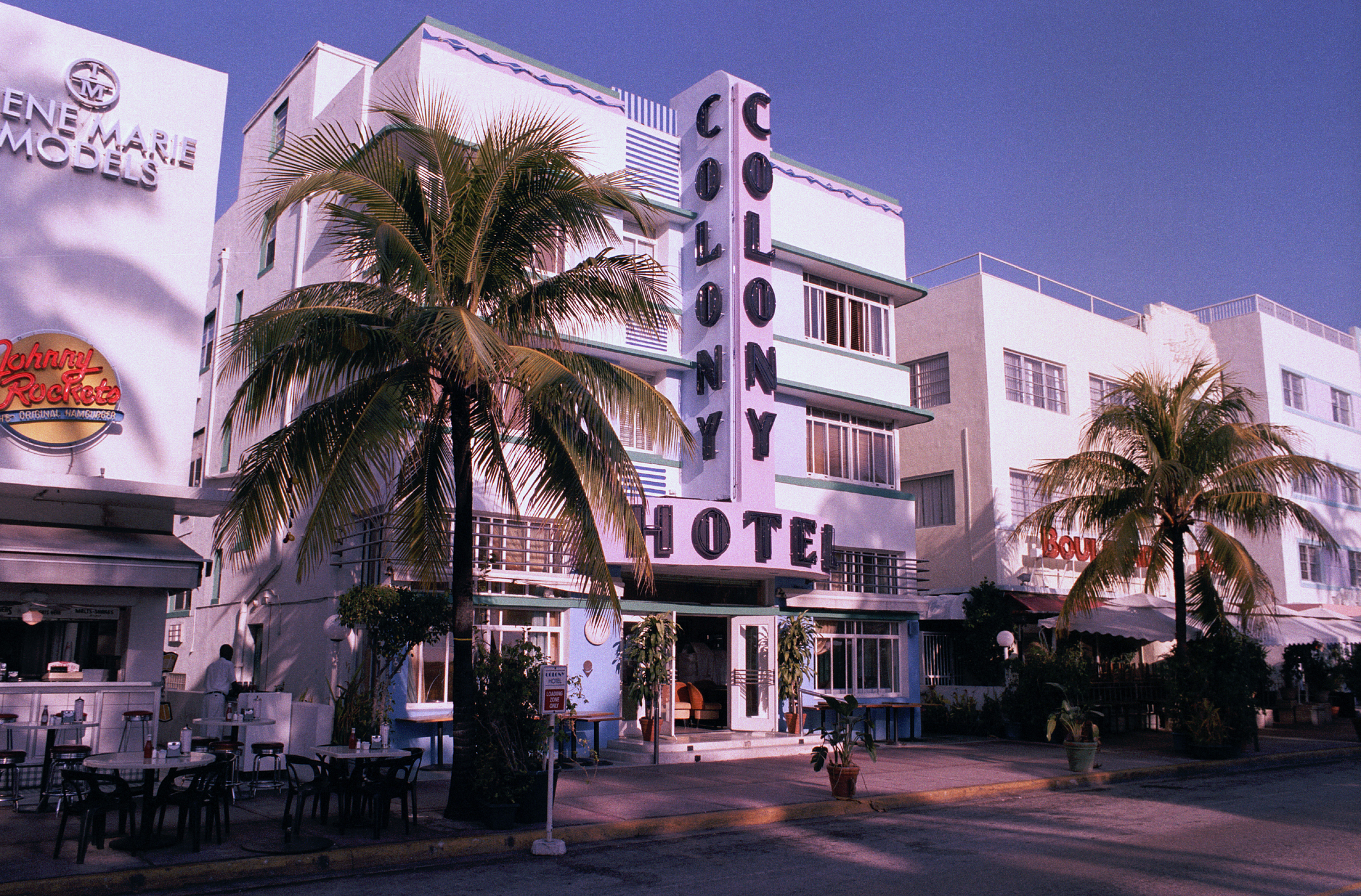
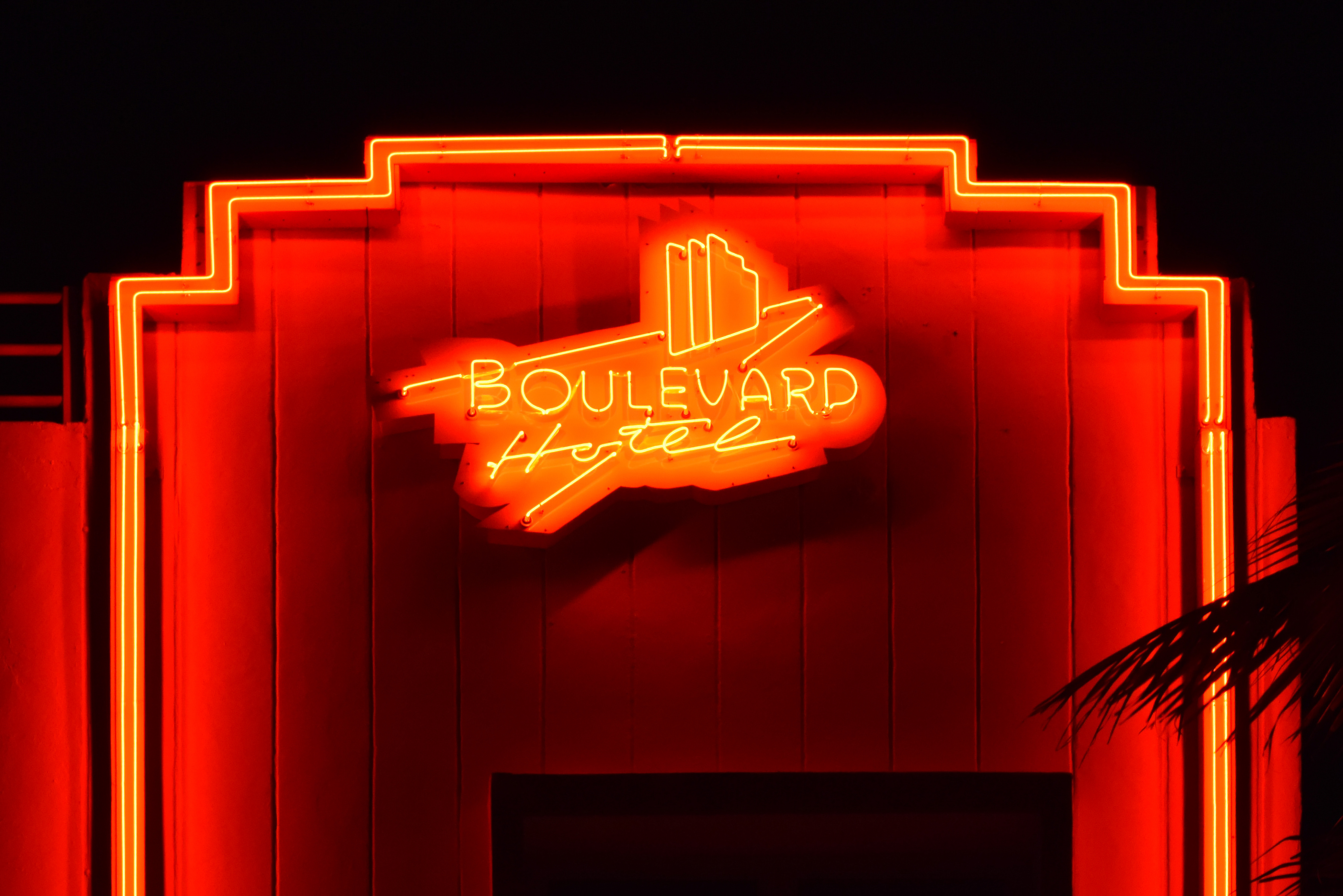
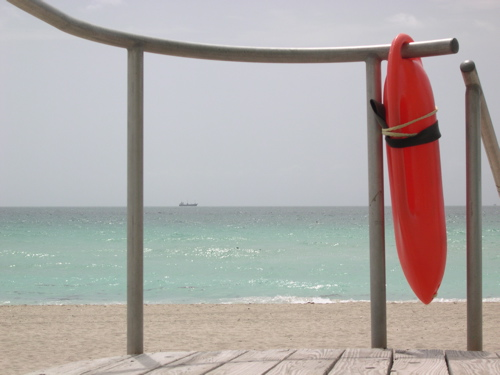
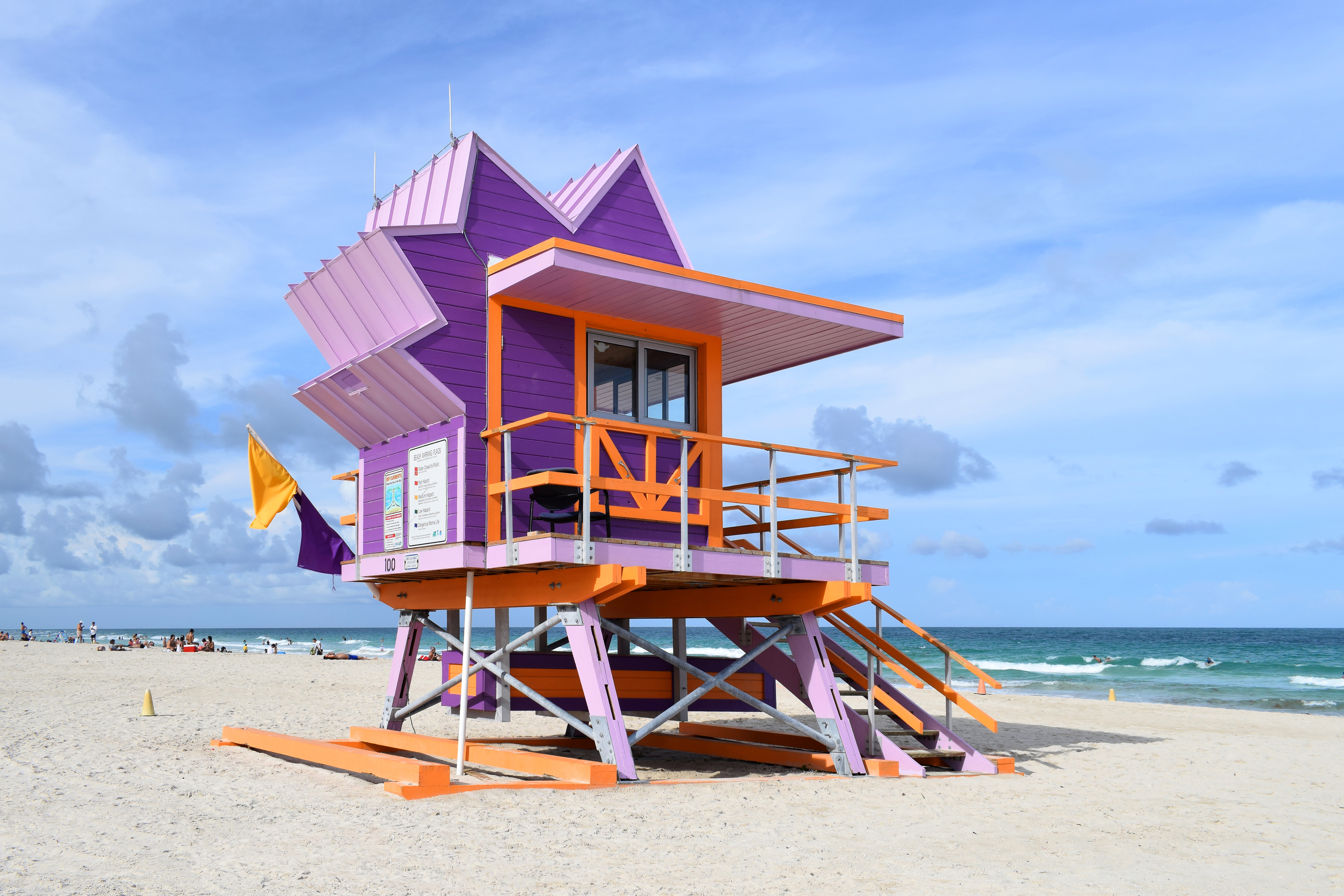
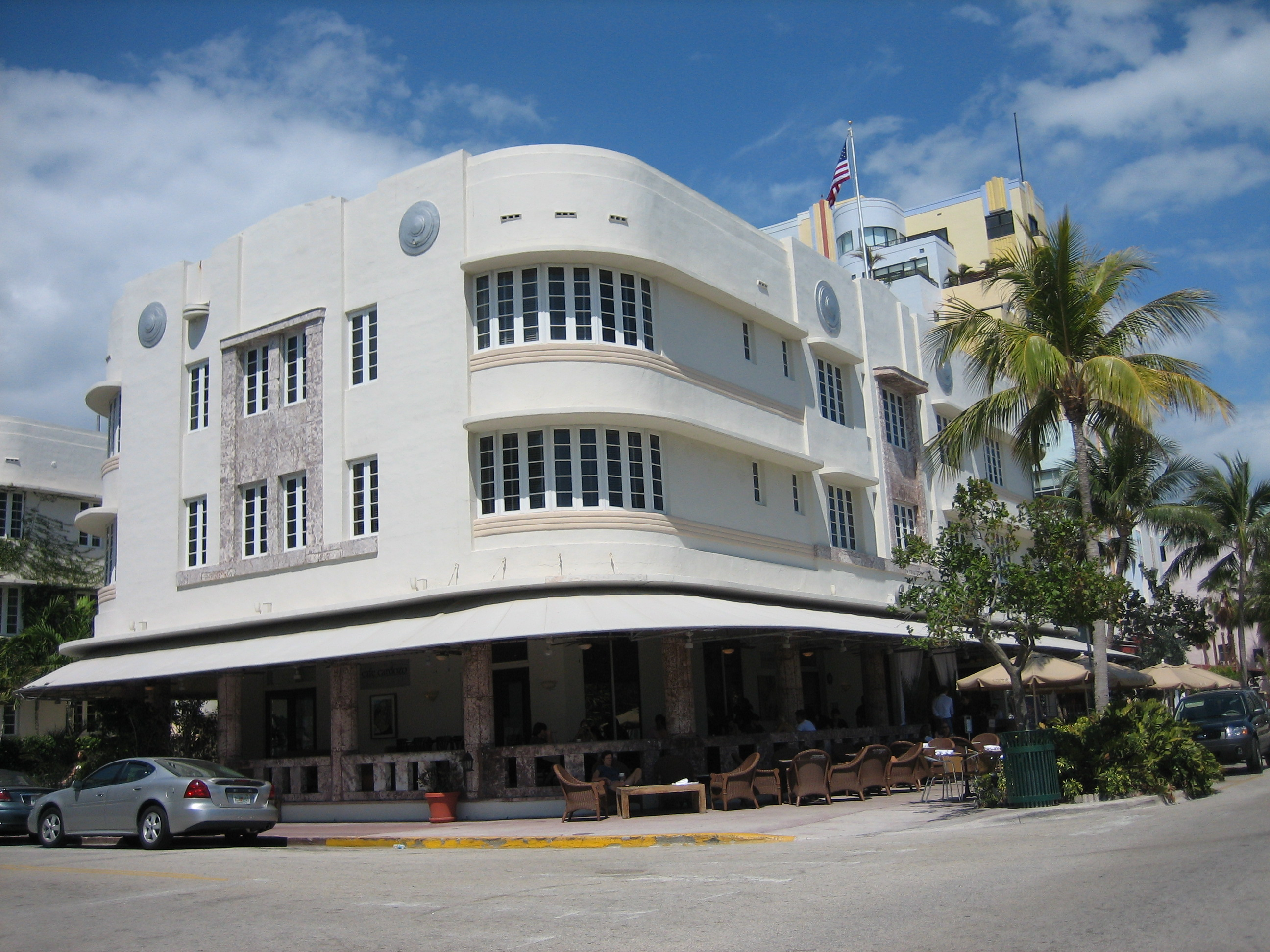
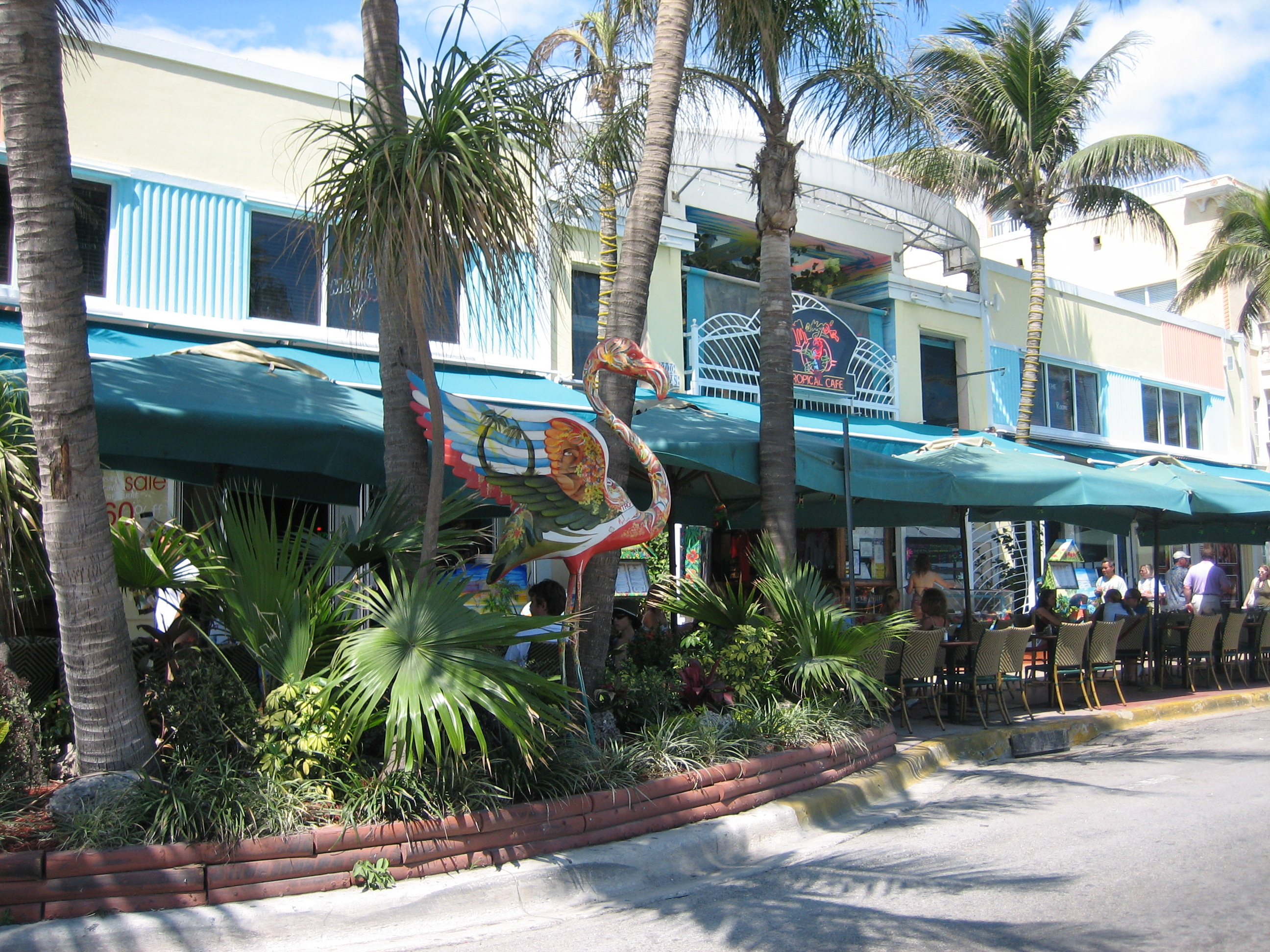
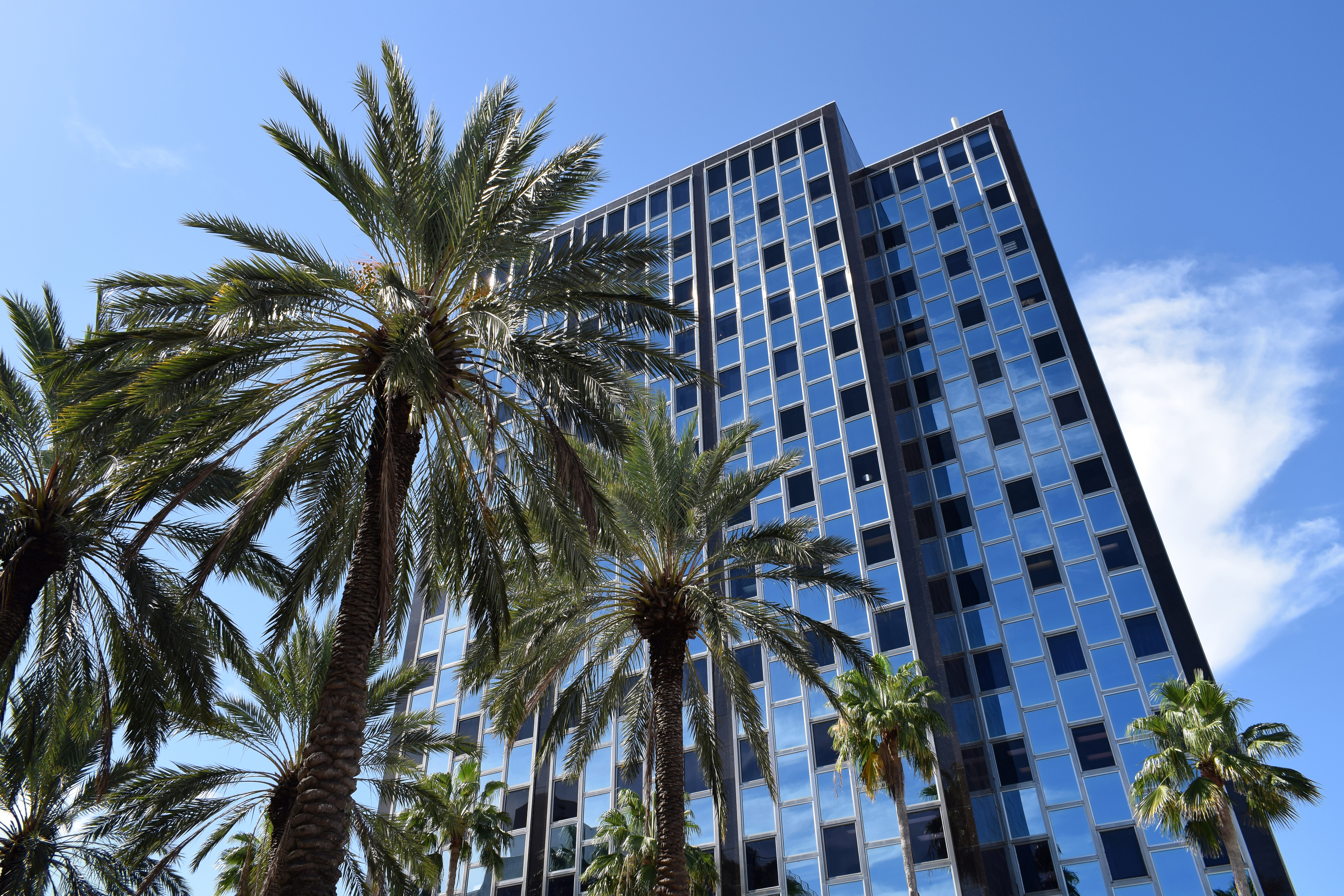
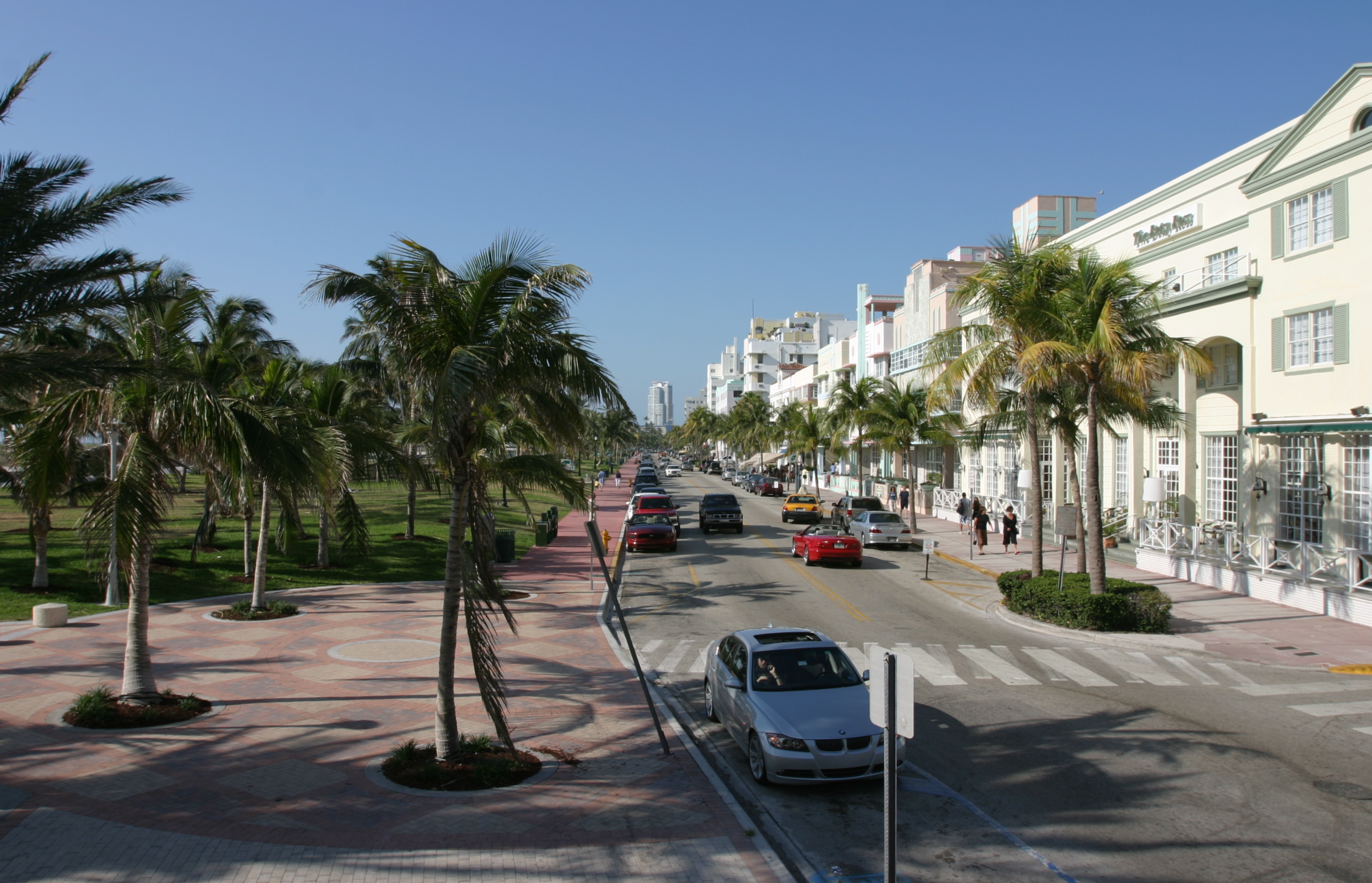

## Klimat
| Miesiąc                                                                         | Sty  | Lut  | Mar  | Kwi  | Maj  | Cze  | Lip  | Sie  | Wrz  | Paź  | Lis  | Gru  | Roczna |
| ------------------------------------------------------------------------------- | ---- | ---- | ---- | ---- | ---- | ---- | ---- | ---- | ---- | ---- | ---- | ---- | ------ |
| Średnie temperatury w dzień [°C]                                                | 23.2 | 23.8 | 24.6 | 26.3 | 28.2 | 30.3 | 31.2 | 31.4 | 30.6 | 28.7 | 26.3 | 24.3 | 27,4   |
| Średnie dobowe temperatury [°C]                                                 | 19.8 | 20.5 | 21.6 | 23.5 | 25.9 | 27.6 | 28.4 | 28.7 | 28.0 | 26.2 | 23.6 | 21.1 | 24,6   |
| Średnie temperatury w nocy [°C]                                                 | 16.3 | 17.2 | 18.5 | 20.7 | 23.3 | 25.0 | 25.7 | 25.9 | 25.4 | 23.7 | 20.8 | 17.9 | 21,7   |
| Opady [mm]                                                                      | 53.1 | 59.2 | 76.2 | 81.3 | 127  | 210  | 111  | 162  | 200  | 114  | 69.6 | 52.1 | 1314   |
| Średnia liczba dni deszczowych                                                  | 6.7  | 6.0  | 6.9  | 6.0  | 8.9  | 14.5 | 12.1 | 14.0 | 14.9 | 11.2 | 8.1  | 6.9  | 116,2  |
| Źródło: NOAA (liczba dni z opadami dla wartości 0,3 mm, nad oceanem, 1981-2010) |      |      |      |      |      |      |      |      |      |      |      |      |        |

## Miasta partnerskie
- Almonte, Hiszpania
- Bazylea, Szwajcaria
- Český Krumlov, Czechy
- Cozumel, Meksyk
- Fujisawa, Japonia
- Ica, Peru
- Pescara, Włochy
- Nahariya, Izrael
- Fortaleza, Brazylia
- Santa Marta, Kolumbia